# Stephanorhinus kirchbergensis
Il rinoceronte di Merck (Stephanorhinus kirchbergensis Jäger, 1839), anche detto rinoceronte della foresta, fu un rinoceronte diffuso nell'Eurasia che visse nel Pleistocene.

## Origine
Il rinoceronte di Merck fu uno degli ultimi rappresentanti del genere Stephanorhinus insieme al suo contemporaneo rinoceronte della steppa (Stephanorhinus hemitoechus), entrambi sopravvissuti fino al tardo Pleistocene. Il parente più prossimo ancora in vita è il rinoceronte di Sumatra (Dicerorhinus sumatrensis), che vive nelle foreste del Sud-Est asiatico, sebbene sia in grave pericolo d'estinzione e ne sono rimaste solo poche decine di individui. Strettamente correlato è il genere Coelodonta, che include il rinoceronte lanoso. I generi Stephanorhinus, Dicerorhinus e Coelodonta appartengono ai Dicerorhinina, un gruppo piuttosto primitivo all'interno dei rappresentanti moderni che include rinoceronti dotati di due corna e con una parete nasale parzialmente o completamente fusa. 
L'origine del rinoceronte di Merck è dubbia: presumibilmente discende dal genere Stephanorhinus magarhinus e forma insieme al rinoceronte della steppa una variante della linea Stephanorhinus etruscus - Stephanorhinus hundsheimensis - Stephanorhinus hemitoechus; non è chiaro, tuttavia, a quando risalgano originariamente queste specie animali. In Europa apparve per la prima volta circa 600000 anni fa, nelle zone delle sabbie di Mosbacher (Wiesbaden, Hesse, più precisamente Mosbach) e di Ponte Milvio (Italia). Nell'Asia orientale il rinoceronte delle foreste è stato trovato nel sito di Zhoukoudian (Cina), risalente a circa 570000-580000 anni fa. Il suo ritrovamento è stato anche descritto a Gongwangling, un sito di oltre 700000 anni fa, sebbene in quel luogo i resti siano troppo sparsi. In Asia centrale tracce del rinoceronte delle foreste sono state rilevate solo tra 500000 e 550000 anni fa, nei siti di Lachuti (Tagikistan) e Koshkurgan (Kazakistan). In siti meno recenti, come Soleilhac (Francia) o Tegelen (Paesi Bassi), non è chiaro se le tracce appartengono ad altri rappresentanti del genere Stephanorhinus.
Nelle fasi più fredde del tardo periodo Eemiano, il rinoceronte della foresta, come accaduto durante i precedenti cambiamenti climatici, si spostò dalle aree settentrionali verso sud. La prova della specie di questo periodo tardivo proviene dalla grotta Kůlna nel Carso moravo (Repubblica Ceca, strato 9b), dalla grotta Veternica (strato j) e dalla grotta di Vindija (strato K), entrambe in Croazia, e da Grimaldi (Italia). Tra le scoperte più recenti rientrano il cranio del fiume Chondon in Yakutia, che risale a 70000-48000 anni fa. Si desume quindi che poco dopo l'inizio dell'ultimo periodo glaciale, il rinoceronte di Merck debba essersi estinto, dal momento che non è più stato rilevato nel Pleistocene superiore. 

## Descrizione

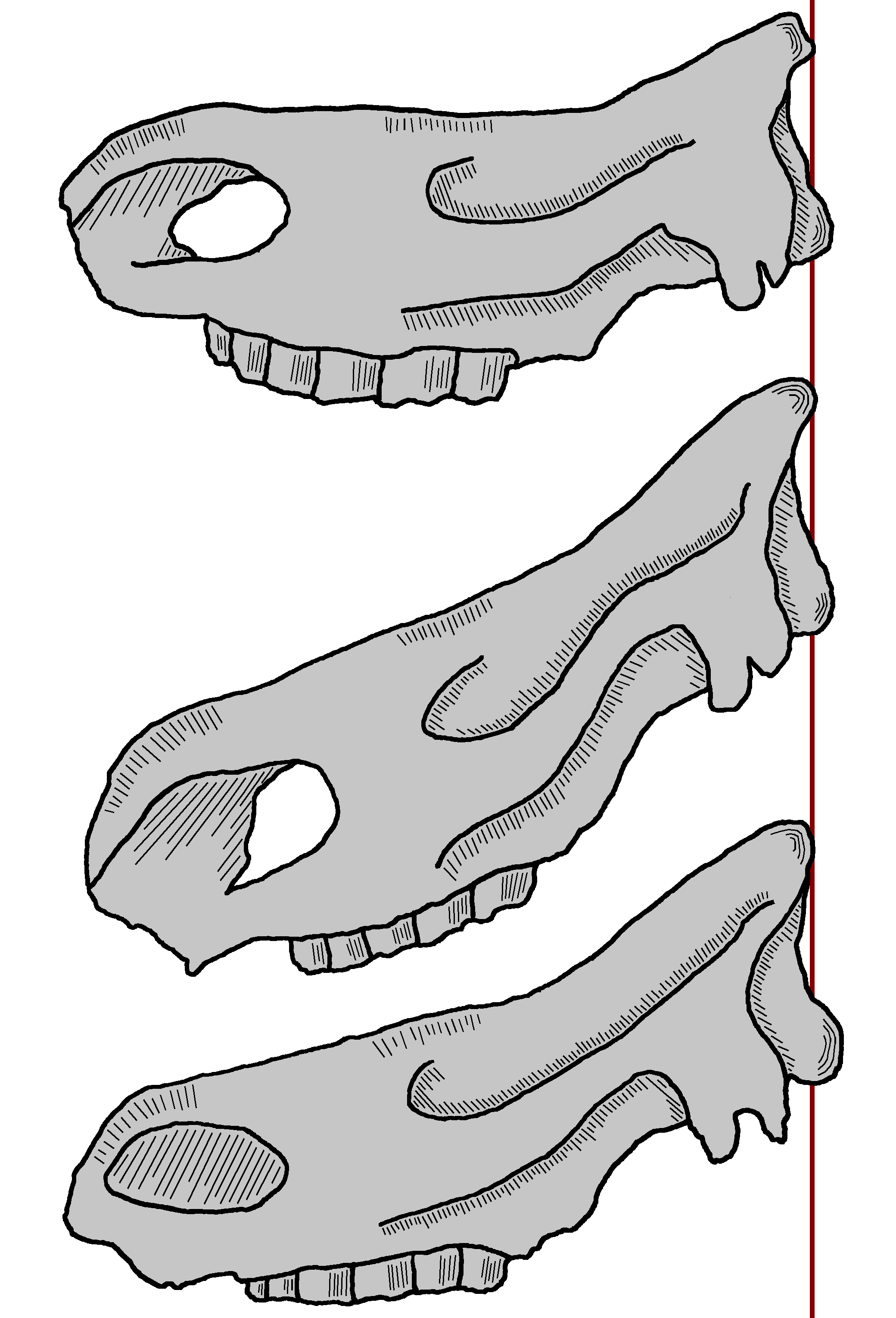
Teschi dall'alto verso il basso: S. kirchbergensis, S. hemitoechus e Coelodonta antiquitatis, che mostrano la differenza nell'angolo della testa

Il rinoceronte di Merck è molto più grande di altri rinoceronti simili; un esemplare proveniente dalla Polonia raggiunge un'altezza stimata al garrese di 182 centimetri. Possiede un cranio allungato, con il setto nasale ossificato solo verso la sua estremità anteriore, e uno scheletro con ossa robuste e massicce. La sinfisi mandibolare è relativamente lunga e la mandibola ha un ramo orizzontale alto e spesso. Rispetto agli altri rinoceronti del gruppo Dicerorhinina, S.kirchbergensis possiede un teschio meno inclinato lungo l'asse del collo.
Il primo rinoceronte selvatico aveva un terzo molare molto piccolo, che nel tempo si era ingrandito di dimensioni fino all'inizio del Pleistocene. Queste modifiche alla dentatura sono spesso prese come indicatori biostratigrafici. A differenza del rinoceronte della steppa, Stephanorhinus kirchbergensis non è aumentato di dimensioni corporee, bensì si è sviluppato in numerose popolazioni di dimensioni più piccole, localizzate soprattutto nell'Europa meridionale. 

## Distribuzione[nonchiaro]
Lo Stephanorhinus kirchbergensis era principalmente distribuito nell'Eurasia settentrionale e quindi parzialmente più adatto ai climi più freddi del Dicerorhinus. Era presente dalla penisola iberica a tutto l'ovest europeo e nella steppa russa in Asia orientale a est. Tuttavia, le singole specie sono rimaste limitate all'Eurasia occidentale o orientale e solo il rinoceronte della foresta ha avuto una diffusione paneurasica, mentre il rinoceronte è stato rilevato anche nella zona del lago Baikal. Il limite meridionale di propagazione nella zona di circolazione occidentale è il Nord Africa, dove il genere si è insediato solo nel tardo Pleistocene. Nell'Asia orientale, i rappresentanti di Stephanorhinus sono penetrati fino al 30° latitudine nord e le aree meridionali sono state poi abitate dai generi Rhinoceros e Dicerorhinus. Il ritrovamento di un cranio in Yakutia suggerisce che il genere sia parzialmente penetrato nelle regioni artiche dell'Asia, dove viene rilevato maggiormente il rinoceronte lanoso.

## Rapporti con l'uomo
Nel sito di Taubach in Turingia, Germania, che risale all'Eemiano (circa 130000-115000 anni fa) sono noti resti del rinoceronte di Merck con segni di taglio. La stragrande maggioranza dei resti erano di esemplari giovani, insieme a un numero molto minore di adulti. È stato suggerito che i rinoceronti siano stati uccisi e macellati in loco da uomini di Neanderthal.